# Xanthoparmelia poeltii
Xanthoparmelia poeltii är en lavart som först beskrevs av T. H. Nash, Elix & J. Johnst., och fick sitt nu gällande namn av Elix. Xanthoparmelia poeltii ingår i släktet Xanthoparmelia och familjen Parmeliaceae.   Inga underarter finns listade i Catalogue of Life.